# Lycurus setosus
Lycurus setosus là một loài thực vật có hoa trong họ Hòa thảo. Loài này được (Nutt.) C.Reeder mô tả khoa học đầu tiên năm 1985.